# Фільц Орест Володимирович
Фільц Орест Володимирович (1928 — 2005) — український лікар, доктор медичних наук, професор, завідувач кафедри хірургії факультету післядипломної освіти ЛНМУ імені Данила Галицького(1985—2000).

## Біографічні відомості
Народився 13 травня 1928 року в Перемишлі в родині інженера лісового господарства Володимира Фільца і його дружини Іванки Гамчикевич. Більша частина його дитинства пройшла в родині батьків матері.
Дідусь Ореста Володимировича, Гамчикевич Роман, був вчителем іноземних мов, перекладачем і упорядником словників, професором і директором державної гімназії з українською мовою навчання. Українська, німецька, французька і латина звучали у цьому домі. Саме дідусь мав великий вплив на становлення особистості трьох онуків — Фільців Ореста і Романа і Созанського Олександра, які у подальшому продовжили традиції сім'ї та стали професорами.
Перебував у Перемишлі до 1935 року, відтак переїхав з батьками до Вільна, у 1938 р. — у Варшаву, де закінчив 5 класів початкової школи. Під час німецької окупації проживав в містах Цеханув та Ярослав (тут 1944 року закінчив навчання в гімназії).
Після звільнення Польщі від нацистів проживав у Перемишлі, де 1945 року закінчив перший клас ліцею і разом з батьками був виселений в Україну під час радянської «репатріації». В 1946 році закінчив 10-ий клас середньої школи в Дрогобичі і вступив до Львівського медичного інституту, який закінчив у 1951 році.
За скеруванням Міністерства охорони здоров'я УРСР відбув у розпорядження медичної служби Східно-Сибірської залізниці. Від 1951 до 1953 року працював ординатором хірургічного відділення дорожньої лікарні в Іркутську, від 1953 до 1954 року — хірургом лікарні станції у місті Слюдянка, у 1954–1956 роках — начальником хірургічного відділення залізничної лікарні м. Зима Іркутської області.
У 1956 році повернувся до Львова в зв'язку із вступом дружини, Марти Олександрівни, до ординатури. Декілька місяців працював хірургом у місті Щирець у районній лікарні. У 1956-57 роках — ординатор хірургічного відділу залізничної лікарні м. Львова. В 1957 році зарахований за результатами конкурсу в аспірантуру при кафедрі факультетської хірургії Львівського медінституту, яку закінчив у 1962 році. Під час навчання в аспірантурі у 1962 році захистив кандидатську дисертацію, присвячену патогенезу і лікуванню демпінг-синдрому.
З 1964 року — асистент, а з 1973 року — доцент кафедри факультетської хірургії Львівського державного медичного інституту. У  1970 році захистив докторську дисертацію «Хірургічні аспекти проблеми постхолецистектомічного синдрому», у 1988 році йому присвоєно вчене звання професора. З 1985 до 2000 року очолював кафедру хірургії. Автор 130 друкованих праць, авторських свідоцтв, навчально-методичних рекомендацій. Під керівництвом Ореста Володимировича Фільца захищено 18 кандидатських і одну докторську дисертацію.
Помер 9 липня 2005 року. Похований у Львові на 83-полі Личаківського цвинтаря.

## Напрями наукових досліджень
Опрацювання патогенезу та хірургічних аспектів лікування ускладнень після резекції шлунка та жовчного міхура, зокрема, демпінг-синдрому, постхолецистектомічного синдрому; удосконалення методів хірургічного лікування гострої абдомінальної патології (панкреатит, різні види біліарної патології, кишкова непрохідність, гнійний перитоніт, кишкові нориці різного генезу); удосконалення діагностично-лікувальної тактики при захворюваннях і травмах тонкої та товстої кишок, політравмі.

## Основні праці
•Патологические синдромы после резекции желудка. Клин Мед 1959, № 11 (співавт.)
•Алиментарно-энтерогенный вегетативный синдром после операций на желудке и тонкой кишке (канд. дис.). Львів, 1961
•Демпинг-синдром. Клин Хирург 1962, № 11 (співавт.)
•Хирургические аспекты проблемы постхолецистэктомического синдрома (докт. дис.). Львів, 1969
•Острый гнойный холангит в хирургической патологии внепеченочных желчных путей. Клин Хирург 1983, № 9 (співавт.)
•Диагностические, лечебно-тактические и оперативно-технические ошибки в лечении холецистита как причина постхолецистэктомического синдрома. В кн: Тез Докл 16 Съезда Хирургов УССР. Київ, 1988 (співавт.)
•Организация и тактика лечения желудочно-кишечных кровотечений. В кн: Акт Вопр Клин Хирургии. Львів, 1988 (співавт.)
•Доктрина в практичній хірургії. В кн: Матер Конгр СФУЛТ. Львів, 1990 (співавт.)